# ناردين صغير أزغب
ناردين صغير أزغب (الاسم العلمي: Valerianella puberula) هو نوع من النباتات يتبع جنس الناردين الصغير من فصيلة معزية الورق.